# Alpenus macularia
Alpenus maculosus là một loài bướm đêm thuộc phân họ Arctiinae, họ Erebidae.